# Bliss (pismo)
Bliss (ang. Blissymbolics) – pismo logograficzne, opracowane przez Charlesa K. Blissa (1897-1985), składające się z 4500 znaków. Według pierwotnego założenia, pismo miało służyć do tego, aby ludzie na całym świecie mogli porozumiewać się bez problemów.

## Podstawowe znaki
Poniżej przedstawiono 48 symboli wraz z ich polskimi tłumaczeniami.

## W kulturze popularnej
Przykładowe zastosowanie pisma Blissa pokazano w filmie Macieja Pieprzycy Chce się żyć – główny bohater, niepełnosprawny Mateusz Rosiński w ten sposób komunikuje się z innym osobami. Znaki te oraz ich opis zapowiadają kolejne etapy filmu.